# Forpus coelestis
La cotorrita celestial, viviña o perico esmeralda (Forpus coelestis) es una especie de ave de la familia de los loros (Psittacidae) que se encuentra en Perú y Ecuador.

## Descripción
Es un loro muy pequeño y con plumaje de color verde, por lo que no es fácilmente visible entre el follaje. Existe dimorfismo sexual en esta especie, incluso desde que empiezan a salirles las plumas, en el nido. Los machos tienen zonas bien marcadas de azul debajo de las alas y en el obispillo, con una fina franja alrededor de la parte posterior de la cabeza, que se inicia desde los ojos hacia atrás. Las hembras carecen de las zonas azules debajo de las alas puede criarse con un loro cabeza amarilla que es de su mismo tamaño.

## Hábitat
Tiene su área de distribución desde el noroeste de Perú hasta la zona occidental de Ecuador. Su hábitat comprende zonas áridas y zonas poco arboladas, con matorrales, donde forma bandadas o grupos familiares en busca de alimento. Se alimenta de semillas de herbáceas y de bayas de arbustos. Para anidar utiliza nidos de pájaros carpinteros (Melanerpes sp.), de pájaros alfareros (Furnarius leucopus), oquedades de troncos de árboles, agujeros del suelo e, incluso, postes o vallas puestos por el hombre.
En Ecuador, esta ave puede ser observada y fotografiada en el Jardín botánico de Guayaquil, y es común encontrarla también en su estado silvestre.

## Reproducción en cautividad
Como el dimorfismo sexual es evidente, no hace falta recurrir a análisis de ADN. Aunque son fértiles antes de cumplir los 12 meses, es mejor no dejarles que críen hasta que los hayan cumplido: si se les deja criar antes, suelen poner menos huevos, o estos no están fecundados, e, incluso, aunque nazcan las crías, los padres las dejan morir.
Suelen poner entre 3 y 6 huevos, puestos en días alternos. El período de incubación es de 18 días, aunque este puede variar por determinadas circunstancias, y es exclusivamente la hembra quien la lleva a cabo. Las crías nacen con 1 o 2 días de diferencia entre unas y otras, y, a veces, esta diferencia es muy evidente, aunque los padres alimentan a cada una de ellas según necesitan.
Pueden reproducirse durante todo el año, aunque no se les debe dejar que hagan más de 3 puestas al año. A los 10 días de nacidas las crías, aproximadamente, hay que anillarlas con anillas de 4 mm de diámetro. Suelen salir del nido a los 41 o 42 días.

### Nido
Las medidas de la caja nido pueden ser de 20 cm x 12 cm x 15 cm (largo x alto x profundo), con un orificio de entrada de 5 cm de diámetro. Como material para el nido utilizan trocitos de madera por lo cual rompen y pican en pocas ocasiones ellos hacen su propio viruta y astillas de la propia caja nido, aunque se les puede poner un poco de viruta de madera.